# Хмелево (Піський повіт)
Хмелево (пол. Chmielewo) — село в Польщі, у гміні Ожиш Піського повіту Вармінсько-Мазурського воєводства.
Населення — 89 осіб (2011).
У 1975-1998 роках село належало до Сувальського воєводства.

## Демографія
Демографічна структура станом на 31 березня 2011 року:
|          | Загалом | Допрацездатний вік | Працездатний вік | Постпрацездатний вік |
| -------- | ------- | ------------------ | ---------------- | -------------------- |
| Чоловіки | 49      | 12                 | 28               | 9                    |
| Жінки    | 40      | 10                 | 17               | 13                   |
| Разом    | 89      | 22                 | 45               | 22                   |